# Бучино (Италия)
Вижте пояснителната страница за други значения на Бучино.
Бучѝно (на италиански: Buccino) е градче и община в Южна Италия, провинция Салерно, регион Кампания. Разположено е на 663 m надморска височина. Населението на общината е 5394 души (към 2010 г.).